# فریاس د آلباراسین
فریاس د آلباراسین (به اسپانیایی: Frías de Albarracín) یک شهرداری در اسپانیا است که در استان تروئل واقع شده‌است.

## خصوصیات
فریاس د آلباراسین ۵۰ کیلومترمربع مساحت و ۱۴۳ نفر جمعیت دارد.